# Florin Dumbravă
Florin Daniel Dumbravă (sinh ngày 19 tháng 2 năm 1995) là một cầu thủ bóng đá người România thi đấu cho Sepsi Sfântu Gheorghe ở vị trí hậu vệ.